# Spiekanie
Spiekanie (proszków ceramicznych lub metalicznych) – zjawisko zachodzące samorzutnie wraz z podniesieniem temperatury, którego kierunek jest ustalony przez spadek entalpii swobodnej, towarzyszący zmniejszeniu się rozwinięcia powierzchni swobodnych układu. Dzięki temu zbiór stykających się z sobą drobnych ziaren wiąże się wzajemnie po podgrzaniu do odpowiedniej temperatury niższej od potrzebnej do ich stopienia (0,4–0,85 bezwzględnej temperatury topnienia). Wiązaniu ziaren towarzyszy skurcz całego układu i przejście sypkiego lub słabo związanego proszku w lity, wytrzymały polikryształ. Zmiany te są wynikiem przenoszenia masy, które polega w pierwszym przypadku na przemieszczaniu się całych ziaren względem siebie, zaś w drugim przypadku na wędrówce pojedynczych atomów i cząsteczek w fazie ciekłej oraz gazowej. W każdym z tych przypadków zachodzi ukierunkowany transport masy, co oznacza, że w układzie działają siły i naprężenia wywołujące przemieszczanie się ziaren i atomów w określonym kierunku. Każdy z tych mechanizmów dominuje w innym zakresie temperatur.

## Dyfuzja powierzchniowa
W przypadku dyfuzji powierzchniowej mamy do czynienia z chaotycznym ruchem pojedynczych atomów lub defektów znajdujących się na powierzchni ziaren. Zakres dyfuzji powierzchniowej i jej wpływ na przebieg spiekania zależy nie tylko od temperatury i znacznego rozwinięcia powierzchni w układzie. Decyduje o tym także chemiczny stan powierzchni ziaren. Rola tego procesu jest szczególnie istotna w przypadku spiekania proszków substancji o wiązaniach kowalencyjnych, gdzie aż do bardzo wysokich temperatur jedynym znaczącym mechanizmem dyfuzji jest właśnie dyfuzja powierzchniowa. Dodatkowo, dyfuzja powierzchniowa powoduje przekształcenie się początkowych kontaktów punktowych w kontakty fazowe między ziarnami, to jest kontakty o większym rozwinięciu powierzchni. W wyniku tego w zbiorze ziaren wykształca się sieć mniej lub bardziej cylindrycznych porów, co wywołuje stan równoważny poddaniu układu zewnętrznemu ciśnieniu hydrostatycznemu.

## Przegrupowanie ziaren
Występowanie naprężeń ściskających, w miejscach kontaktu ziaren, zarówno w nieobecności jak i obecności fazy ciekłej, są przyczyną występowania kolejnego ze zjawisk, mianowicie transportu masy drogą przemieszczania się całych ziaren, które prowadzi do przegrupowania ich zbioru. Jest to możliwe, jeśli ziarna ulegną przegrupowaniu przyjmując bardziej gęste ułożenie. Wystąpienie tego procesu tłumaczy zatem racjonalnie znaczny przyrost skurczu obserwowany w pośrednich stadiach spiekania.

## Dyfuzja objętościowa i po granicy ziaren
Występowanie gradientu stężenia wakansów skutkuje skierowanym ich znoszeniem, zgodnym z udziałem tegoż gradientu. Przenoszenie masy powoduje zbliżanie się środków ziaren do siebie przy jednoczesnym powiększaniu powierzchni granic styku międzyziarnowego.
Ponieważ w ten sposób masa zapełnia pory, za pomocą tego mechanizmu możliwe jest osiągnięcie stanu spieku polikrystalicznego niezawierającego porów. Po zapoczątkowaniu procesu dyfuzji gradient stężenia wakansów, a tym samym i strumień, uległby zmniejszeniu, a proces zbliżania się środków ziaren zahamowaniu, gdyby w układzie nie istniały stałe źródła wytwarzające wakancje w pobliżu wklęsłej powierzchni szyjki, a w pobliżu środka kontaktów międzyziarnowych miejsca, w których wakanse ulegają zniszczeniu. Istnienie tych źródeł i upływów utrzymuje w toku całego procesu określony gradient stężenia wakansów, a proces dyfuzji i tym samym proces zbliżania się środków ziaren do siebie osiąga pewien stan ustalony. Na przebieg omawianych procesów istotny wpływ ma droga transportu masy. W rachubę wchodzi dyfuzja poprzez objętość ziaren lub wzdłuż granic międzyziarnowych. Ogólnie biorąc, dyfuzja na granicach ziaren dominuje nad dyfuzją objętościową do temperatury rzędu 0,5- 0,6 bezwzględnej temperatury topnienia danego związku.

## Wpływ fazy ciekłej na spiekalność układu
Jeżeli podczas spiekania w układzie tworzy się faza ciekła, to może być ona również siłą sprawczą zbliżania się centrów ziaren do siebie. Wyróżnia się dwa zasadniczo odmienne przypadki wpływu fazy ciekłej, mianowicie:
- spiekanie w obecności cieczy niezwilżającej lub słabo zwilżającej stałe ziarna, a także niepenetrującej między nie
- spiekanie w obecności cieczy dobrze zwilżającej i najczęściej zdolnej do rozpuszczania w sobie fazy stałej.

Jedynie ciecze charakteryzujące się małą wartością kąta dwuściennego i kąta zwilżania w stosunku do materiału fazy stałej mogą efektywnie wspomagać proces zagęszczania. W układach, w których ciecz wykazuje dużą wartość kąta dwuściennego (>60˚), tworzą się odizolowane wtrącenia, które mogą modyfikować rozrost ziaren, lecz nie przyspieszają zagęszczania polikryształu. Pojawienie się fazy ciekłej w spiekanych układach wieloskładnikowych może mieć wiele przyczyn, z których ważniejsze to stopienie się jednego, niskotopliwego, ze składników oraz utworzenie niskotopliwej mieszaniny eutektycznej. W obecności fazy ciekłej zagęszczenie spiekających się układów do wysokich gęstości jest z reguły szybsze niż przy spiekaniu w fazie stałej. Preferencyjne rozpuszczanie się w cieczy ziaren o małych rozmiarach, sprawia, iż roztwór w stosunku do ziaren dużych staje się przesycony, co prowadzi do krystalizacji materiału fazy stałej na ich powierzchniach z równoczesnym dopasowaniem kryształów sąsiadujących ziaren. Tym sposobem przestrzeń pomiędzy dużymi ziarnami, początkowo wypełniona ziarnami małymi i cieczą, teraz zostaje zajęta nowo wykrystalizowanym litym materiałem fazy stałej. Dodatkowo, w przypadku zwilżania ziaren przez ciecz i gdy faza ciekła występuje w postaci warstewek rozdzielających stałe ziarna, a promień krzywizny menisku jest mały, na granicy rozdziału ciecz–gaz pojawiają się znaczne siły kapilarne.
W chwili obecnej nie można jednoznacznie stwierdzić, który z opisywanych wyżej dwóch mechanizmów spiekania z udziałem fazy ciekłej, lepiej odzwierciedla rzeczywistość. Należy przyjąć, że oba procesy koegzystują ze sobą w proporcjach zależnych od rozkładu wielkości ziaren fazy stałej.

## Przenoszenie masy poprzez fazę gazową
Jeżeli spiekanie odbywa się w bardzo wysokich temperaturach, to w spiekających się układach występować mogą niepomijalne prężności lotnych produktów dysocjacji termicznej, sublimacji, utleniania lub redukcji faz stałych i ciekłych. Umożliwia to przenoszenie masy poprzez fazę gazową. Szczególnie tworzenie się lotnych niższych tlenków, może prowadzić do znacznego przenoszenia masy poprzez fazę gazową. Mniejsze znaczenie dla przenoszenia masy tą drogą ma natomiast tworzenie się niższych węglików, ponieważ są one mało lotne w temperaturach spiekania.

## Rozrost ziaren
Doświadczenie wskazuje, że istotną rolę w eliminacji porów w toku spiekania odgrywa również proces rozrostu ziaren. Prowadzi on do powiększania udziału objętościowego porów o liczbie koordynacyjnej wystarczająco małej, aby wykazywały tendencję do samorzutnego zmniejszania swojej objętości podczas spiekania.

## Spiekanie w układach wieloskładnikowych
Gdy spiekające się ziarna nie są złożone z jednej tylko fazy, dla przebiegu spiekania istotne znaczenie mogą mieć zmiany potencjału termodynamicznego związane z reakcjami chemicznymi. Ogólnie mówiąc, spiekalność takich układów jest gorsza niż każdego ze składników z osobna. Kierunek zmiany określony jest znacznie większym spadkiem entalpii swobodnej układu spowodowanym reakcją chemiczną lub rozpuszczaniem się w stanie stałym niż wskutek zmniejszania się rozwinięcia powierzchni pod wpływem sił kapilarnych. W związku z tym dyfuzja odbywa się tu przede wszystkim w kierunku zapewniającym dopływ substratów do strefy reakcji. Tylko w znikomym stopniu zachodzi charakterystyczny dla spiekania transport materii z centrum kontaktu ziarna do obwodu szyjki, w związku z tym zbliżanie się środków ziaren zahamowane zostaje już na samym początku procesu. A tym samym obserwuje się pęcznienie ziaren, których materia dyfunduje wolniej, oraz kurczenie się tych, których materia wykazuje większą ruchliwość.

## Spiekanie pod ciśnieniem
Przyłożenie zewnętrznego obciążenia do ogrzewanego porowatego zbioru ziaren spowoduje wystąpienie w porównaniu ze spiekaniem swobodnym dodatkowego skurczu. Racjonalnym wyjaśnieniem tego efektu jest wywołanie poprzez te obciążenia poślizgu ziaren po ich granicach z przyjęciem gęstszego ich ułożenia. Wystąpienie poślizgu jest najbardziej prawdopodobne w otoczeniu dużych porów, które wytwarzają większą pustą przestrzeń dla przemieszczeń ziaren, co pozwala uzyskać duże gęstości spieków bez towarzyszącego im rozrostu ziaren. Spiekanie pod ciśnieniem jest więc techniką łączącą spiekanie swobodne z jednoczesnym prasowaniem proszków. Ze względu na sposób przykładania ciśnienia można wyróżnić spiekanie pod obciążeniem jednoosiowym (ang. Hot Pressing HP), izostatycznym (Hot Isostatic Pressing HIP). W przypadku substancji o wiązaniu kowalencyjnym metoda spiekania pod ciśnieniem umożliwia otrzymanie gęstych polikryształów, trudnych lub niemożliwych do uzyskania drogą spiekania swobodnego.

## Spiekanie mikrofalowe
W metodzie tej wykorzystuje się działanie mikrofal dzięki czemu można uzyskać wysoką jednorodność nagrzania spiekanego elementu. Metoda ta, mimo wielu zalet, nadal jest eksperymentalną techniką spiekania.

## Spiekanie laserowe
Spiekanie laserowe jest to metodą spiekania proszków ceramicznych lub metali wykorzystująca ciepło lasera.

## Literatura
- Pampuch R., Haberko K., Kordek M.: Nauka o procesach ceramicznych. PWN, Warszawa 1992.
- Lis J., Pampuch R.: Spiekanie. Wyd. AGH, Kraków 2000.
- Pampuch R.: Budowa i właściwości materiałów ceramicznych. Wyd. AGH, Kraków 1995.
- Dereń J., Haber J., Pampuch R.: Chemia ciała stałego. PWN, Warszawa 1975.
- Oczoś K.A.: Kształtowanie ceramicznych materiałów technicznych. Wyd. Politechniki Rzeszowskiej, Rzeszów 1996.